# Mahfiruz Hatice Hatun
Hatice Mahfiruze Hatun (en turco otomano: سلطانما ه‌فیروز; "luna ) (Cáucaso Septentrional, c.1590 — Estambul, antes de 1620), también conocida como Mahfiruze Hatun, fue la primera consorte del sultán otomano Ahmed I y madre de Osman II. Esta nunca asumió el título de Valide Sultan al ascender su hijo al trono, ya que falleció antes.

## Orígenes
La vida de Mahfiruz es más o menos desconocida. Uno de sus posibles orígenes es que ella era una mujer proveniente de Serbia o Grecia y que se llamaba Evdoksiya. Otra teoría dice que ella era de Rumelia y que su nombre era María.
Ella se convirtió al Islam después de entrar en el Palacio Otomano.

## Vida
Llegó en 1603 al harén otomano antes de la ascensión al trono de Ahmed. Cuando Ahmed ascendió al trono la primera orden fue que comenzará a tener suficiente descendencia en caso de alguna tragedia. Es posible que Handan Sultan o Safiye Sultan la hayan presentado a Ahmed. Al poco tiempo Mahfiruz ya había quedado embarazada, en ese momento apareció una mujer griega de nombre Anastasia, quien se convertiría en Kösem Sultan, su fuerte rival.
Anastasia se convirtió de inmediato en favorita de Ahmed y Mahfiruz estando embarazada pasó de lado. El 3 de noviembre de 1604, Mahfiruz da a luz a su primer hijo, Şehzade Osman (futuro Osman II), quien se convierte en el príncipe de la corona. A pesar de ser la madre del príncipe de la corona, Mahfiruz ni siquiera recibió el título de sultana o haseki. Luego de la muerte de la madre de Ahmed, fue Mahpeyker Kösem quién tomó el poder total del harén, por lo que pudo ser el comienzo del fin de Mahfiruz.

## Últimos años
Según Leslie Peirce, los documentos financieros del reinado de Osman II no mencionan una Valide Sultan, sino que la nodriza del sultán recibía un estipendio inusualmente mayor, lo que demostraba que la nodriza probablemente cumplía los deberes administrativos de una Valide Sultan en el harén. Peirce teorizó que la razón podría haber sido que Mahfiruz cayó en desgracia y fue exiliada, tal vez después de una ofensa a su rival Kösem Sultan.Sin embargo, según las investigaciones de Baki Tezcan, es más probable que Mahfiruz muriera alrededor de 1610, todavía durante el reinado de Ahmed I.
El viajero veneciano, Pietro Della Valle, en una carta fechada el 25 de octubre de 1614, escribió lo siguiente:
"[Ahmed I] tiene como su mayor y más favorita, a la que en la actualidad es [Kösem] (...) y como madre del segundo hijo, habiendo fallecido la madre del primogénito, es venerada por todos."
Esto confirma los rumores de que Mahfiruz pudo haber fallecido antes de 1614. Mahfiruz fue enterrada en el Cementerio de Eyüp.

## Descendencia
Tuvo dos hijos:
- Osman II (3 de noviembre de 1604 — 20 de mayo de 1622), sultán otomano desde 1618 hasta 1622. Es recordado como Genç Osman, también se le recuerda como el primer sultán en ser humillado, torturado y asesinado;
- Hatice Sultan (c. 1609 — antes de 1617), murió joven.